# 선주
선주(船主)는 상선(상용 선박)의 소유자이며 해운업에 종사한다. 상업적인 의미에서 선주는 선박의 장비를 갖추고 활용하는 사람으로, 보통은 운임율(2개의 항구 간 특정 화물 운송에 들어가는 비용)로써, 아니면 일일 비율을 기반으로 특정한 운임률로 화물을 수송한다. 선주는 일반적으로 선박을 직접 책임지는 대신 허가를 받은 선원과 선장을 고용한다. 보통 선주는 회사를 통해 구성되지만 사람과 투자기금이 선주가 될 수 있다.
선박 기업에 의해 소유된 경우 선주는 보통 회사를 통해 선박의 기술 관리를 수행하지만, 이는 아웃소싱 형태일 수 있고, 아니면 나용선을 통해 선적 처리 업자에게 인계할 수 있다.
선주는 보통 영국 해운회의소(UK Chamber of Shipping) 등 국가 해운회의소 소속이다. 국제해운회의소는 선주와 개별 국가 해운회의소의 글로벌 기구이며 전 세계 선박 톤수의 약 80%를 차지한다.